# Język saluan
Język saluan, także: loinang (a. loindang), madi, mondono – język austronezyjski używany przez grupę ludności w prowincji Celebes Środkowy w Indonezji (kabupateny Banggai i Tojo Una-Una). Według danych szacunkowych (2002, 2003) posługuje się nim 77–120 tys. osób.
Swoim zasięgiem obejmuje obszar na wschodnim półwyspie Celebesu Środkowego, pomiędzy obszarem języka pamona (na zachodzie) i obszarem języka balantak (na wschodzie).
Wyróżnia się trzy dialekty: loinang właściwy (baloa’, kohumama’on, lingketeng), luwuk, boalemo (kintom-pagimana-boalemo). W starszych wydaniach Ethnologue wyodrębniano dwa języki saluan: nadbrzeżny i kahumamahon. Blisko spokrewniony batui również bywa włączany pod pojęcie saluan, ale sama społeczność ma odrębną tożsamość językową.
Istnieje szereg nazw odnoszonych do tego języka i grupy etnicznej, w dużej mierze właściwych dla wczesnej literatury holenderskiej. Alternatywne określenie „mondono” (inne formy: mandona, mandano, mandana, mandono, mondonu, mondone, modone, mendono) pochodzi od nazwy rzeki; jest to również nazwa jednej z lokalnych miejscowości. Nazwa „loinang” (inne formy: loindang, la-inang, lojnang, loinan, luinan, loenan, toloina) odnosiła się do pewnych grup zamieszkujących wnętrze północnej części półwyspu; w szerszym znaczeniu określała też ich język, a ostatecznie została rozciągnięta na cały obszar językowy. Określeniu temu bywa przypisywane negatywne zabarwienie; prawdopodobnie zostało nadane przez osoby z zewnątrz. Termin „saluan” ma być historycznym określeniem pewnego obszaru na północnym wybrzeżu półwyspu; w końcu został rozszerzony na język tubylców i pokrewnych odmian językowych na półwyspie. W II poł. XX w. określenie „saluan” przyjęło się w literaturze; jest to też nazwa powszechnie akceptowana na poziomie lokalnym. Określenie „madi” pochodzi od charakterystycznej formy przeczenia (madi’, /madiɁ/).
Potencjalnie zagrożony wymarciem w perspektywie długoterminowej. O ile terytorium tego języka obejmuje ok. 125 wsi, to intensywność jego użycia różni się w zależności od miejscowości. Według danych z 2006 r. (dotyczących 10 wsi) jest powszechnie używany przez osoby dorosłe, ale zdecydowanie wzrasta rola języka indonezyjskiego. Zaobserwowano redukcję przekazu międzypokoleniowego; w niektórych wsiach indonezyjski staje się preferowanym środkiem komunikacji. Zagrożeniami dla żywotności saluan są migracje ludności, w tym program transmigracji.
Został opisany w postaci opisów gramatycznych (1982, 1984) oraz słownika (2012). Przebadano miejscową sytuację dialektalną (2015) . Jest zapisywany alfabetem łacińskim. 